# Episodi de L'asso della Manica (ottava stagione)
L'ottava stagione della serie televisiva L'asso della Manica, composta da 10 episodi (incluso l'episodio natalizio andato in onda il 23 dicembre 1989) è stata trasmessa sul canale britannico BBC dal 14 gennaio al 18 marzo 1990. In Italia è stata trasmessa su Rai 2 nel 1991.
| n° | Titolo originale            | Titolo italiano                    | Prima TV Regno Unito | Prima TV Italia |
| -- | --------------------------- | ---------------------------------- | -------------------- | --------------- |
| 0  | Second Time Around          | La seconda volta                   | 23 dicembre 1989     | 1991            |
| 1  | A True Detective            | Un vero detective                  | 14 gennaio 1990      | 1991            |
| 2  | My Name's Sergeant Bergerac | Il mio nome è il sergente Bergerac | 21 gennaio 1990      | 1991            |
| 3  | The Dig                     | Illusioni                          | 28 gennaio 1990      | 1991            |
| 4  | Roots of Evil               | Le radici del male                 | 4 febbraio 1990      | 1991            |
| 5  | Entente Cordiale            | L'intesa cordiale                  | 11 febbraio 1990     | 1991            |
| 6  | In Love and War             | In guerra e amore                  | 18 febbraio 1990     | 1991            |
| 7  | Under Wraps                 | Sotto gli involucri                | 25 febbraio 1990     | 1991            |
| 8  | All the Sad Songs           | Canzoni cattive                    | 4 marzo 1990         | 1991            |
| 9  | The Messenger Boy           | Un giovane messaggero              | 11 marzo 1990        | 1991            |
| 10 | Diplomatic Incident         | Incidente diplomatico              | 18 marzo 1990        | 1991            |

## La seconda volta
- Titolo originale: Second Time Around
- Diretto da: Peter Ellis
- Scritto da: Ian Kennedy Martin

### Trama
Jim torna in servizio per indagare sull'omicidio di un uomo e viene chiesto da un ex detenuto che crede di essere stato incastrato di ripercorrere i dettagli su una rapina di qualche anno fa.

## Un vero detective
- Titolo originale: A True Detective
- Diretto da: Richard Bramall
- Scritto da: John Milne

### Trama
Jim è costretto ad indagare sull'omicidio di Susan, il cui corpo è stato ritrovato sulla spiaggia, ma Jim scopre che c'è di mezzo una frode perpetrata dal suo governo.

## Il mio nome è il sergente Bergerac
- Titolo originale: My Name's Sergeant Bergerac
- Diretto da: Michael Brayshaw
- Scritto da: John Milne

### Trama
Jim indaga su qualcuno che si spaccia per lui, che è stato inseguito da alcuni criminali di cui ha falsificato i documenti d'identità ma smarriti.

## Illusioni
- Titolo originale: The Dig
- Diretto da: Geoffrey Sax
- Scritto da: John Milne

### Trama
Jim indaga sull'aggressione da parte di un gruppo di archeologi che hanno appena trovato un sito apparentemente sacro.

## Le radici del male
- Titolo originale: Roots of Evil
- Diretto da: Richard Spence
- Scritto da: Brian Finch

### Trama
Jim riceve aiuto ad un vedovo rispettabile che si sente minacciato di morte da due finti poliziotti armati, e lo stesso Jim crede che l'uomo stia nascondendo qualcosa.

## L'intesa cordiale
- Titolo originale: Entente Cordiale
- Diretto da: Ken Grieve
- Scritto da: Jeremy Burnham

### Trama
Jim indaga sull'omicidio di un investigatore privato francese avvenuto nella casa di Charlie, e scopre che la vittima aveva guadagnato molti soldi ed era stato assunto da una donna per indagare sulla morte sospetta di suo marito.

## In guerra e amore
- Titolo originale: In Love and War
- Diretto da: Jeremy Ancock
- Scritto da: John Collee

### Trama
Jim accetta di ritrovare una donna sudafricana che ha sparato un poliziotto a Pretoria.

## Sotto gli involucri
- Titolo originale: Under Wraps
- Diretto da: Geoffrey Sax
- Scritto da: Edmund Ward

### Trama
Jim indaga sui due assistenti di laboratorio che hanno rubato del gas nervino da una struttura di ricerca per portarlo ad un malato terminale.

## Canzoni cattive
- Titolo originale: All the Sad Songs
- Diretto da: Tim Fywell
- Scritto da: Rod Beachman

### Trama
Jim fa amicizia con il suo idolo pop che canta in un night club locale, ma quest'ultimo viene ucciso.

## Un giovane messaggero
- Titolo originale: The Messenger Boy
- Diretto da: Tristan DeVere Cole
- Scritto da: Cryil Williams

### Trama
Jim si trova a dover trovare una ragazza rapita insieme al suo fidanzato, seguendo una pista fino alla proprietaria di un club e di sua sorella.

## Incidente diplomatico
- Titolo originale: Diplomatic Incident
- Diretto da: Ken Grieve
- Scritto da: David Crane

### Trama
Jim viene richiamato dalla sua vacanza in Francia per proteggere un economista politico, che alcuni criminali vogliono impedirlo di partecipare ad una conferenza a sostegno della crescita economica russa.